# Auguste Casimir-Perier

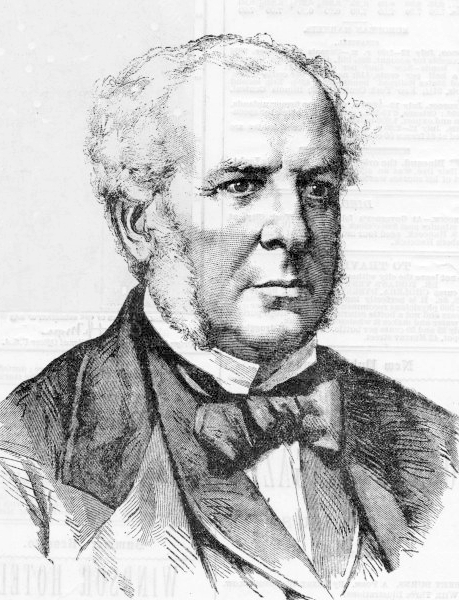
Auguste Casimir-Perier

Auguste Victor Laurent Casimir-Perier (* 20. August 1811 in Paris; † 6. Juni 1876 ebenda) war ein französischer Diplomat und Staatsmann.

## Leben

### Familie
Auguste Casimir Victor Laurent Périer (erst 1874 änderte er seinen Familiennamen in Casimir-Perier) war der älteste Sohn des französischen Politikers Casimir Pierre Périer. Er heiratete in erster Ehe Adèle Paturle, die Tochter des Politikers Jacques Paturle und 1841 in zweiter Ehe Camille Fontenilliat († 1907), die Tochter des Bankiers Henry Fontenilliat und Jeanne Mosselman und Schwester von Jenny-Marie Fontenilliat, der Ehefrau des Politikers Gaston d'Audiffret-Pasquier. Aus der zweiten Ehe stammten Jean Casimir-Perier, der 1894 zum Präsidenten der Republik gewählt wurde, Henriette, Ehefrau des Grafen Louis-Philippe-Charles de Ségur, und Pierre Armand Hippolyte Casimir-Perier, Artilleriehauptmann und Dozent für Mechanik an der École d'application de Fontainebleau.

### Karriere
Périer betrat die diplomatische Laufbahn, wurde 1831 Gesandtschaftssekretär in London, 1833 in Brüssel und 1836 in Den Haag, dann 1839 Geschäftsträger in Neapel und 1841 in Sankt Petersburg sowie schließlich 1843 Gesandter in Hannover. Im April 1846 wurde er zum Großoffizier der Ehrenlegion ernannt.
Périer trat im August 1846 als Abgeordneter von Paris in die Deputiertenkammer ein und hatte dort seinen Sitz bei den Mitte-Rechts-Parteien, zog sich aber nach der Februarrevolution 1848 auf seine im Département Aube gelegenen Güter zurück. Als Repräsentant dieses Départements wurde er im Mai 1849 in die Gesetzgebende Nationalversammlung gewählt. Er stimmte stets mit der Majorität und kam 1850 in die Permanenzkommission. Im Oktober 1850 reiste er nach Claremont zu Louis Napoléon, protestierte später, obwohl diesem bisher günstig gesinnt, gegen Napoleons Staatsstreich vom 2. Dezember 1851 und saß deshalb für einige Tage in Haft. Er widmete sich seitdem agrarischen Unternehmungen. Auch veröffentlichte er in dieser Zeit einige Abhandlungen zur Wirtschaft wie Les finances de l’Empire (1861), La situation financière en 1863 (1863), Les finances et la politique (1863) und Les sociétés de coopération (1864).
1870 wurde Périer während des Deutsch-Französischen Kriegs auf eine falsche Denunziation hin von den Preußen in Haft genommen, als Geisel nach Reims gebracht und nach dem Waffenstillstand freigelassen. Im Februar 1871 wurde er in die Nationalversammlung gewählt. Er gehörte der gemäßigt republikanischen Partei der Richtung von Adolphe Thiers an und übernahm am 11. Oktober 1871 nach dem Tod von Félix Lambrecht die Führung des Innenministeriums, die er jedoch schon am 6. Februar 1872 niederlegte. Vom 18. bis zum 25. Mai 1873 war er noch einmal kurzzeitig Innenminister. Am 10. Dezember 1875 wurde er zum Senator auf Lebenszeit gewählt und starb am 6. Juni 1876 im Alter von 64 Jahren in Paris.

## Auszeichnungen
- Ehrenlegion
  - Ritter 1836
  - Offizier 1839
  - Kommandeur 1842
  - Großoffizier 1846
- Leopoldsorden von Belgien 1845
- Orden Karls III. von Spanien 1846
- Orden Heinrichs des Löwen des Herzogtums Braucnschweig 1871